# Burg Zvíkov
Die Burg Zvíkov (deutsch Klingenberg, lateinisch Zuecov) liegt im Okres Písek bei Zvíkovské Podhradí (Karlsdorf) in Tschechien am Zusammenfluss von Moldau und Otava. Das Umfeld der Burganlage wurde mit der Anlage der Orlík-Talsperre (Worlik-Talsperre) 1960–1962 beträchtlich verändert. 

## Geschichte
Auf dem Felssporn über dem Zusammenfluss der Flüsse Moldau und Otava bestand bereits während der Keltenzeit eine Burgstätte, wahrscheinlich ein Oppidum.
König Přemysl Otakar I. erwarb im Jahre 1226 den Oslover Sprengel im Austausch gegen sechs andere Dörfer vom Kloster Doksany und ließ danach auf dem Felssporn eine königliche Burg errichten. Die erste schriftliche Erwähnung der Burg und ihres Burggrafen Konrad von Janovice erfolgte 1234 zu Zeiten König Wenzel I. In der nachfolgenden Zeit wurde die Burg zu einer der Hauptburgen der böhmischen Könige ausgebaut. Vor allem unter Přemysl Ottokar II. erhielt die Burg zum bereits erbauten Turm einen vierflügeligen Palast. Bis Ende des 13. Jahrhunderts folgten Wehrmauern und Basteien. Ihre Blütezeit erlebte die Burg zu Zeiten Karls IV., der die Burg weiter ausbauen ließ und auch selbst bewohnte. Bis zur Fertigstellung der neuen Burg Karlstein wurden auf Klingenberg vorübergehend die Reichskleinodien eingelagert.
Im Jahre 1429 wurde die Burg erfolglos von Taboriten belagert. Nachdem 1430 erneut hussitische Truppen Klingenberg belagerten, verpfändete König Sigismund die Burg und Herrschaft 1431 an den mächtigen Ulrich II. von Rosenberg, weil er befürchtete, dass sein Burggraf Kunata Kapléř recht bald zu den Aufständischen überlaufen würde. Heinrich V. von Rosenberg, der die überschuldete Herrschaft 1472 übernommen hatte, verkaufte am 28. September 1473 ein Viertel der Besitzungen des Hauses Rosenberg, darunter auch das Klingenberger Pfand, seinem Vetter Bohuslav V. von Schwanberg. Im Jahre 1575 verkaufte Maximilian II. die Burg und Herrschaft Klingenberg erblich an Christoph von Schwanberg auf Worlik, der die Herrschaft Klingenberg mit Worlik verband. Unter den Herren von Schwanberg wurden große Teile der zur Burg Klingenberg gehörigen Güter der Burg Worlik zugeschlagen.
Nach der Schlacht am Weißen Berg konnten die 150 Mannen der Schwanberger Burgbesatzung fast zwei Jahre der Belagerung durch 2500 Söldner des kaiserlichen Heerführers Baltasar von Marradas, die bei Jickovice (Jitzkowitz) und Warta (Varta) lagerten, widerstehen. Nach der Kapitulation wurde die Burg im Sommer 1622 von kaiserlichen Truppen geplündert. Den konfiszierten Besitz des Peter von Schwanberg erhielten die Eggenberger. Die Burg wurde nach 1646 verlassen und verfiel. Lediglich die Wirtschaftsgebäude wurden noch genutzt.
Nach Ausbruch des Türkenkrieges wurde die Burg 1663 wieder in den Verteidigungszustand gesetzt. Im August 1683 baten mehrere benachbarte Adelsfamilien wegen der erneuten Türkengefahr den Fürsten Eggenberg um die Benutzung der Burg als Zufluchtstätte. Nachdem 1717 die Eggenberger im Mannesstamme erloschen, erbte das Haus Schwarzenberg deren Besitzungen. 1751 zerstörte ein Großfeuer Teile der Burg. Mit der Teilung des Fürstenhauses Schwarzenberg in zwei Linien, fiel die Burg 1790 der jüngeren Linie zu. Der Besitzer Karl Philipp zu Schwarzenberg, der auf der benachbarten Burg Worlik lebte, ließ Anfang des 19. Jahrhunderts die Burgkapelle instand setzen und die spätgotischen Wandmalereien sichern. Im Jahre 1829 stürzte das Neue Tor ein, kurz darauf rutschte ein Teil des Palastes ins Tal. Ab 1880 begannen die Fürsten von Schwarzenberg mit der Wiederherstellung des Königspalastes und der Burgmauern, die im 20. Jahrhundert fortgesetzt wurde. 1948 wurde die Familie Schwarzenberg enteignet, seitdem befindet sich die Ruine im Staatsbesitz.

## Aufbau der Burg
Im Innenhof findet sich ein Arkadengang. Im östlichen Teil wurde ein prismatischer Turm angelegt. Von den ersten Befestigungsanlagen sind heute noch ein Buckelquaderturm, der wegen seiner Steinmetzzeichen irrigerweise als Markomannenturm bezeichnet wurde, und Teile der Mauer erhalten. Die Kapelle ist mit französischen Wandmalereien aus dem 15. Jahrhundert verziert. Insgesamt hat der Bau einen gotischen Stil mit überdachten Wehrgängen und niedrigen Wehrtürmen.

## Bilder

Ansichten der Burg Zvíkov
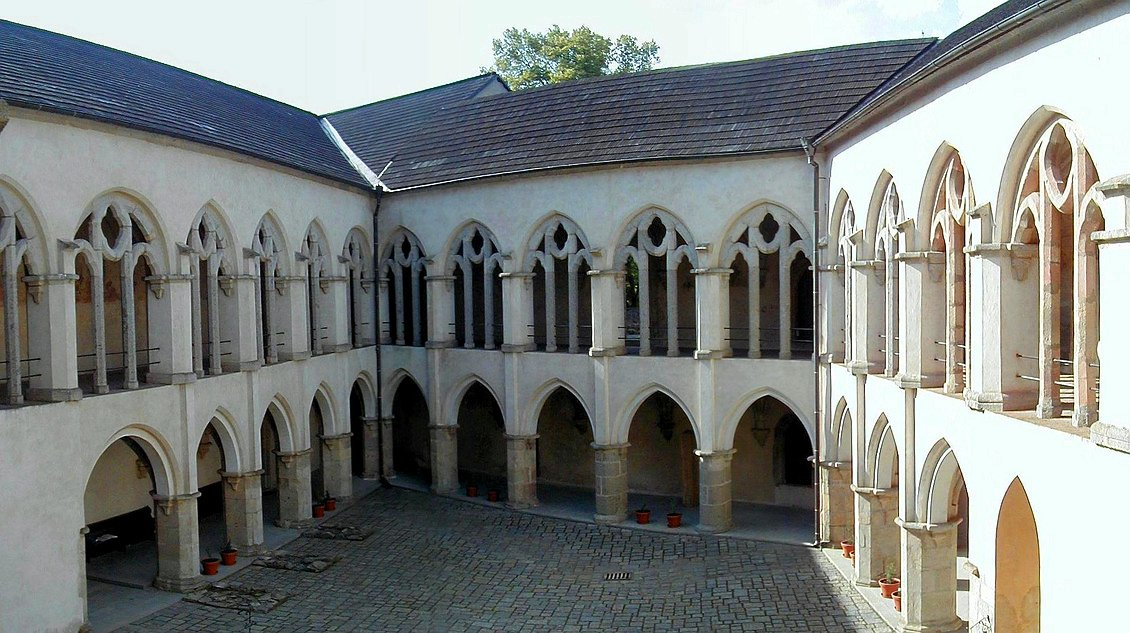
Innenhof der Burg Zvikov
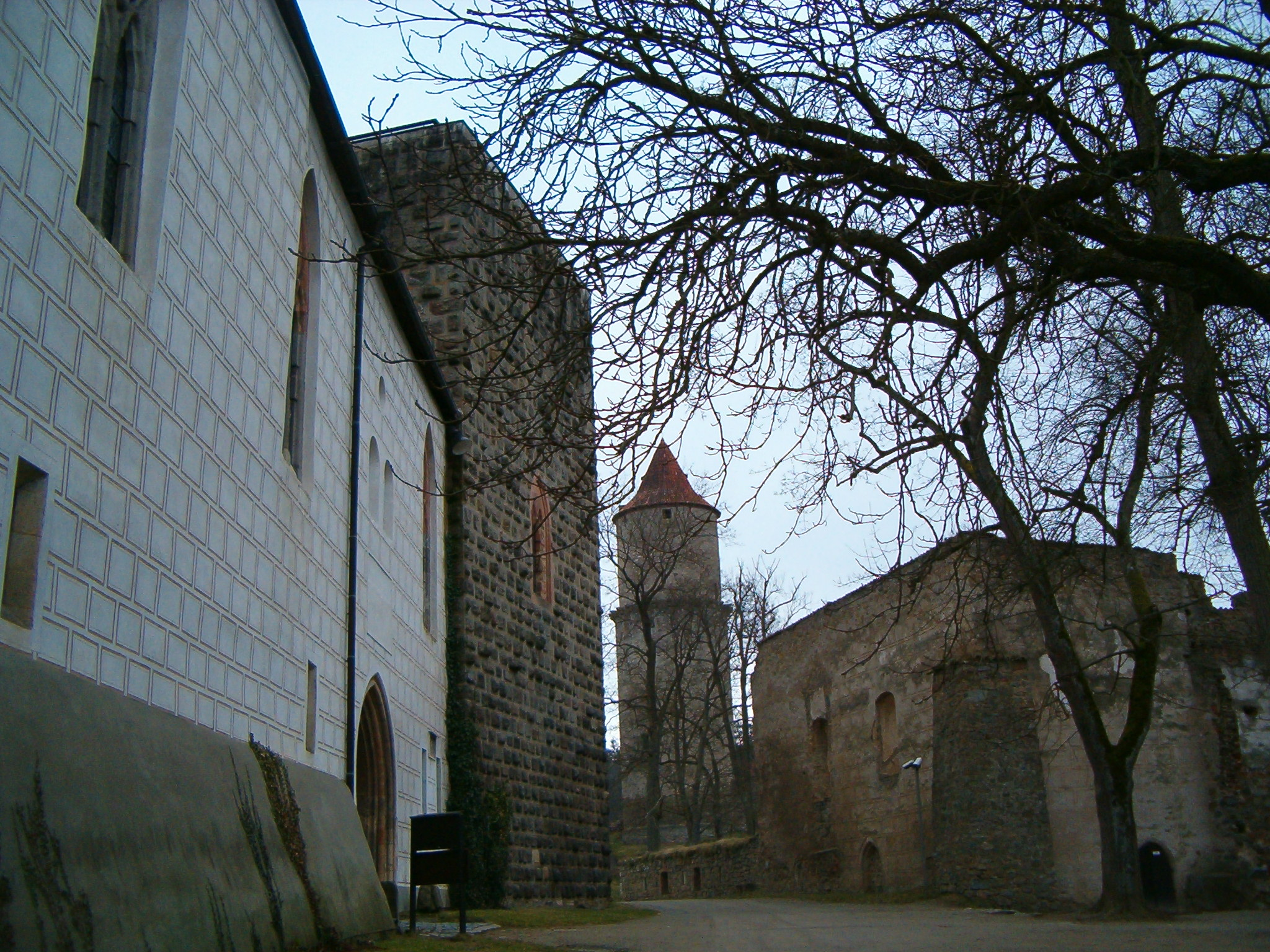
Der Turm
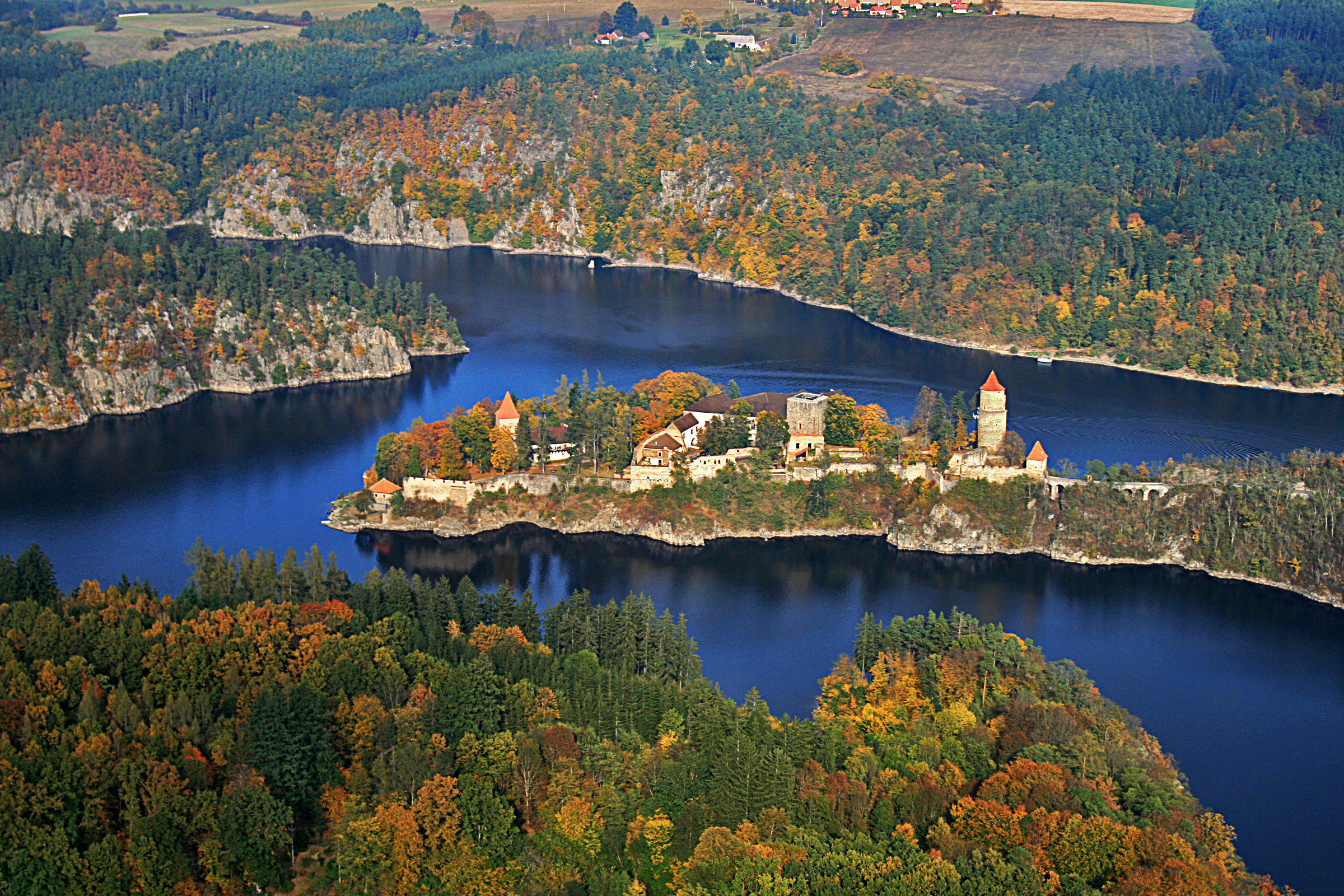
Sicht aus der Luft
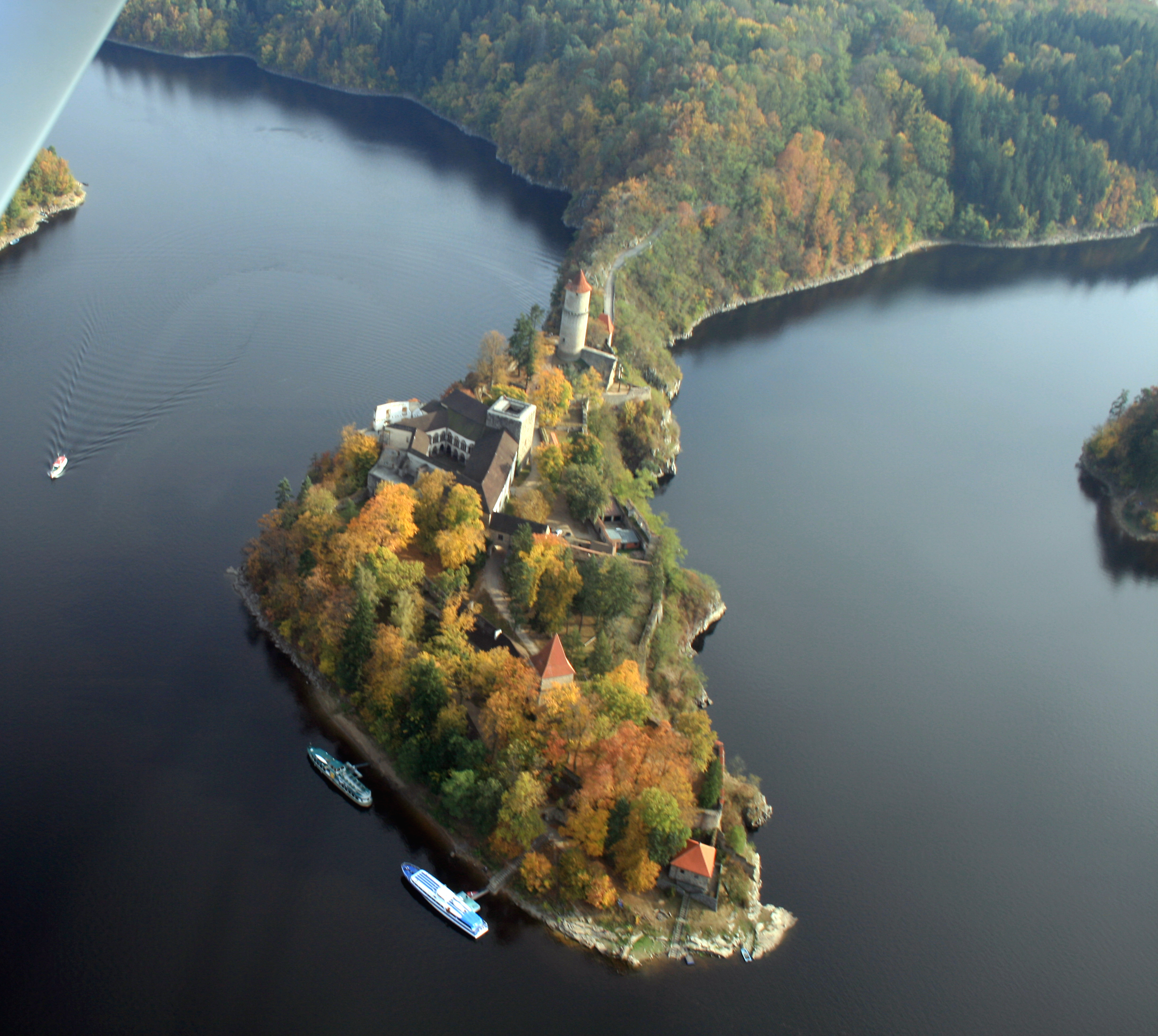
Sicht aus der Luft